# Lepidaploinae
Lepidaploinae S.C. Keeley & H. Rob., 2009 è una sottotribù di piante angiosperme dicotiledoni della famiglia delle Asteraceae.

## Etimologia
Il nome scientifico di questo gruppo, derivato dal suo genere tipo Lepidaploa  (Cass.) Cass., 1825 , è stato definito per la prima volta dai botanici Sterling C. Keeley (1948-) e Harold Ernest Robinson (1932-) nella pubblicazione Systematics, evolution and biogeography of Compositae - 450. 2009 del 2009.

## Descrizione

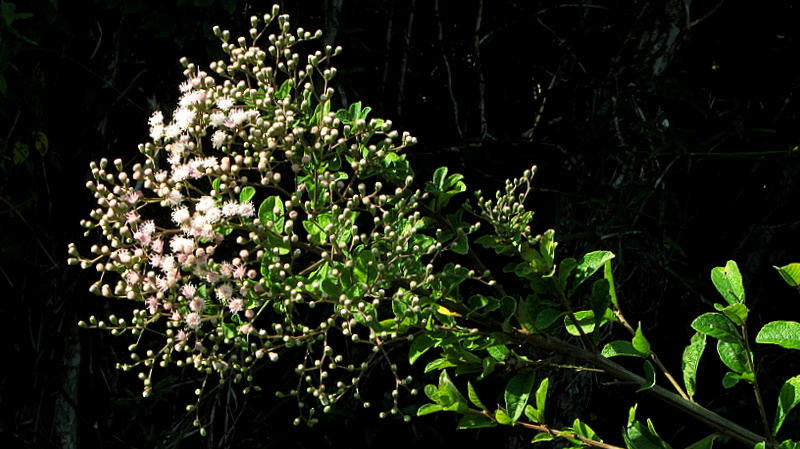
Il portamento
Lepidaploa cotoneaster

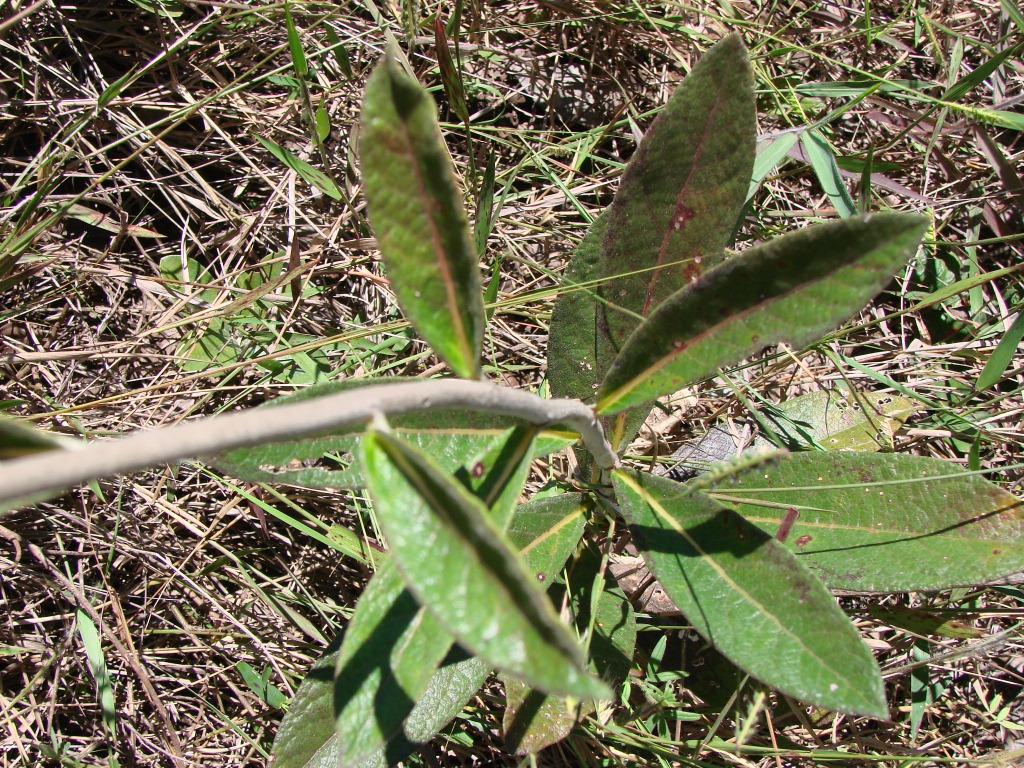
Le foglie
Lessingianthus monocephalus

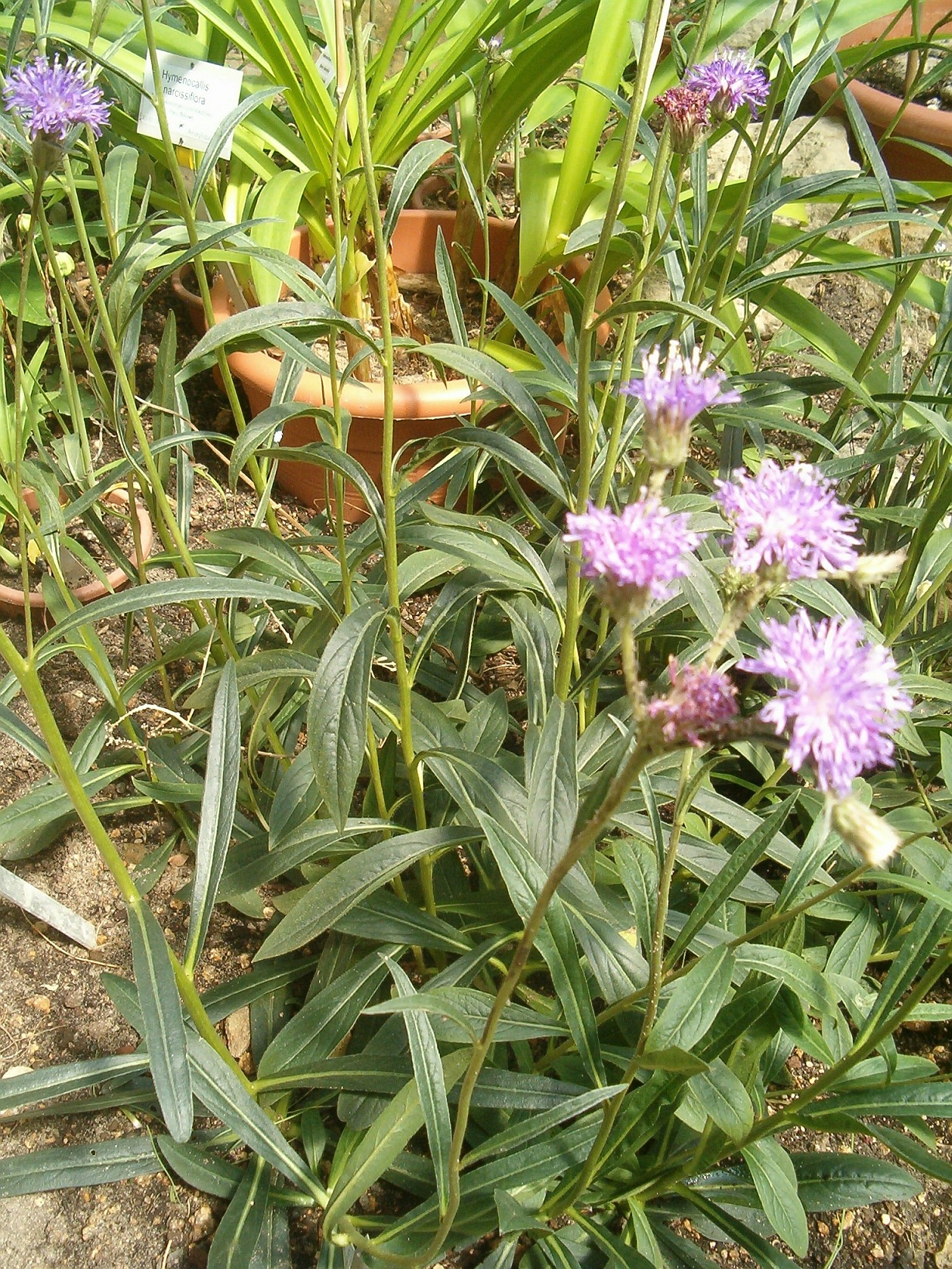
Infiorescenza
Chrysolaena flexuosa

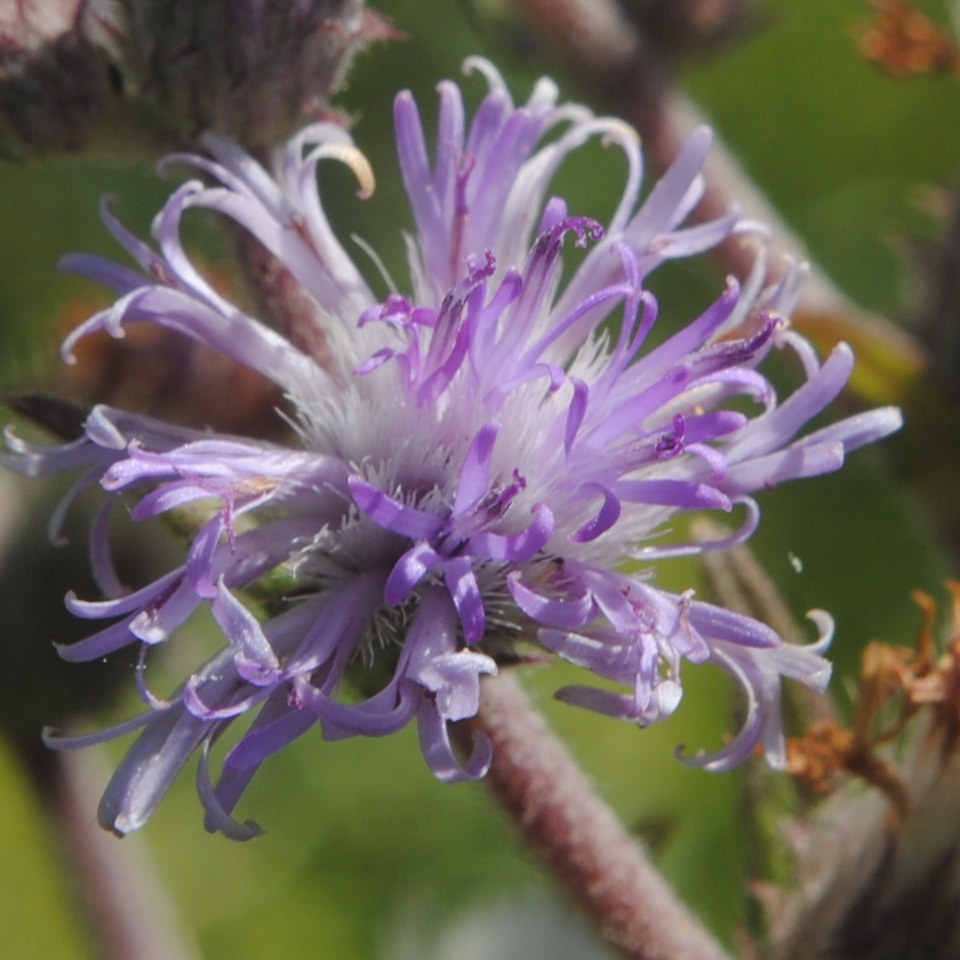
I fiori
Chrysolaena cognata

Le piante di questa sottotribù hanno un habitus erbaceo perenne (raramente annuale in Lepidaploa) o subarbustivo (raramente sono arbusti). Le specie di alcuni generi hanno un portamento tipo "xilopodio" (in Lessingianthus), ossia il fusto s'ingrossa fino ad assumere la forma di una colonna corta, robusta e nodosa. La specie Xiphochaeta aquatica ha un portamento acquatico. La pubescenza è formata da peli semplici oppure da peli a forma di "T", oppure è tomentosa e sericea.
Le foglie lungo il caule sono disposte in modo alterno; raramente sono opposte o a terne. La lamina è intera e normalmente ha delle forme variabili da lanceolata a ovate. I margini in genere sono continui o lievemente dentati (o seghettati). Le venature sono di tipo pennato. In alcun le foglie specie sono discolori (in Harleya) in altre (Stenocephalum) la pagina inferiore è tomentosa, o in altre ha una consistenza coriacea.
Le infiorescenze sono formate da serie di rami cimosi (infiorescenze cimoso-seriale) con capolini peduncolati (in Aynia i peduncoli sono allungati) oppure sessili (in Chrysolaena), oppure ascellari (in Harleya) oppure semplicemente cimosi; i capolini possono essere da separati (singoli) a affollati (variamente raggruppati). In alcuni casi le infiorescenze sono sottese da larghe, fogliose brattee. I capolini sono composti da un involucro formato da diverse brattee che fanno da protezione al ricettacolo sul quale s'inseriscono i fiori tubulosi. Le brattee dell'involucro (vedi tabella) in genere sono molte e persistenti con forme lineari, diritte e pungenti. Il ricettacolo è privo di pagliette a protezione della base dei fiori. .
I fiori (vedi tabella per il numero) sono tetra-ciclici (ossia sono presenti 4 verticilli: calice – corolla – androceo – gineceo) e pentameri (ogni verticillo ha in genere 5 elementi). I fiori sono inoltre ermafroditi e actinomorfi (raramente possono essere zigomorfi).
- Formula fiorale:

*/x K {\displaystyle \infty }, [C (5), A (5)], G 2 (infero), achenio
- Calice: i sepali del calice sono ridotti ad una coroncina di squame.
- Corolla: la corolla, formata da un tubo imbutiforme terminanti in 5 lobi, può essere pubescente o glabra. Il colore è lavanda oppure biancastro (in alcuni casi è purpureo). Le corolle esterne di Mattfeldanthus hanno dei lobi allungati (corolle zigomorfe).
- Androceo: gli stami sono 5 con filamenti liberi e distinti, mentre le antere sono saldate in un manicotto (o tubo) circondante lo stilo.[10] Le antere spesso sono ricoperte da ghiandole ed hanno delle code troncate o ottuse, oppure sono prive di code. Il polline può essere di tipo tricolporato, ossia con tre aperture sia di tipo a fessura che tipo isodiametrica o poro e echinato (con punte)[11]; in alcune specie la parte più esterna dell'esina è sollevata a forma di creste e depressioni ("lophato"); in altre possono essere presenti delle lacune in posizione polare.
- Gineceo: lo stilo è filiforme con o senza nodi alla base. Gli stigmi dello stilo sono due divergenti. Gli stigmi hanno la superficie stigmatica interna (vicino alla base).[12] La pubescenza è del tipo a spazzola con peli appuntiti. L'ovario è infero uniloculare formato da 2 carpelli.

I frutti sono degli acheni con pappo. Gli acheni, a forma più o meno cilindrica, hanno diverse coste con la superficie glabra o sericea con ghiandole. All'interno si può trovare del tessuto di tipo idioblasto e rafidi di tipo subquadrato da corti a moderatamente allungati; non è presente il tessuto tipo fitomelanina. Il pappo, di norma è persistente, è formato da setole capillari in una o più serie (in alcune specie è assente).

### Struttura dell'involucro, del capolino e dell'achenio
| Genere            | Numero brattee dell'involucro | Numero fiori per capolino | Numero coste dell'achenio |
| ----------------- | ----------------------------- | ------------------------- | ------------------------- |
| Aynia             | circa 100 in 4 - 5 serie      | circa 50                  | 10                        |
| Chrysolaena       | alcune in una serie           | 10 - 65                   | 5                         |
| Echinocoryne      | 110 - 500 in 6 - 9 serie      | 15 - 60                   | 5                         |
| Harleya           | 30 - 35 in 5 serie            | 6 - 8                     | 5                         |
| Lepidaploa        | 20 - 70 in 3 - 6 serie        | 8 - 35                    | 8 - 10                    |
| Lessingianthus    | 45 - 100 in 4 - 6 serie       | 15 - 50                   | 5                         |
| Mattfeldanthus    | circa 100 in 7 - 10 serie     | 14 - 16                   | 10                        |
| Pseudopiptocarpha | 25 - 30 in circa 5 serie      | 8 - 10                    | 10                        |
| Stenocephalum     | 15 - 22 in 3 - 4 serie        | 4 - 10                    | 10                        |
| Stilpnopappus     | 20 - 50 in 3 - 4 serie        | 6 - 50                    | 8                         |
| Struchium         | 20 - 25 in 2 serie subuguali  | 50 - 70                   | 3 - 5                     |
| Xiphochaeta       | 70 - 80 in 3 - 4 serie        | circa 30                  | 5                         |

## Biologia
- Impollinazione: l'impollinazione avviene tramite insetti (impollinazione entomogama tramite farfalle diurne e notturne).
- Riproduzione: la fecondazione avviene fondamentalmente tramite l'impollinazione dei fiori (vedi sopra).
- Dispersione: i semi (gli acheni) cadendo a terra sono successivamente dispersi soprattutto da insetti tipo formiche (disseminazione mirmecoria). In questo tipo di piante avviene anche un altro tipo di dispersione: zoocoria. Infatti gli uncini delle brattee dell'involucro si agganciano ai peli degli animali di passaggio disperdendo così anche su lunghe distanze i semi della pianta.

## Distribuzione e habitat
Le specie di questa sottotribù hanno una distribuzione relativa all'emisfero occidentale (America Centrale e del Sud). L'habitat è soprattutto di tipo tropicale.

## Tassonomia
La famiglia di appartenenza di questa voce (Asteraceae o Compositae, nomen conservandum) probabilmente originaria del Sud America, è la più numerosa del mondo vegetale, comprende oltre 23.000 specie distribuite su 1.535 generi, oppure 22.750 specie e 1.530 generi secondo altre fonti (una delle checklist più aggiornata elenca fino a 1.679 generi). La famiglia attualmente (2021) è divisa in 16 sottofamiglie.

### Filogenesi
Le specie di questo gruppo appartengono alla tribù Vernonieae Cass. della sottofamiglia Vernonioideae Lindl.. Questa classificazione è stata ottenuta ultimamente con le analisi del DNA delle varie specie del gruppo. Da un punto di vista filogenetico in base alle ultime analisi sul DNA la tribù Vernonieae è risultata divisa in due grandi cladi: Muovo Mondo e Vecchio Mondo. I generi di Lepidaploinae appartengono al subclade relativo all'America tropicale (l'altro subclade americano comprende anche specie del Nord America e del Messico).
La sottotribù, e quindi i suoi generi, si distingue per i seguenti caratteri:
- l'infiorescenza è cimosa-seriale;
- la pubescenza è fatta di peli semplici o a forma di "T";
- l'involucro è persistente con ricettacolo privo di pagliette;
- gli acheni sono privi di fitomelanina;
- il polline tricolporato è echino-lophato;
- l'areale principale di questo gruppo è l'America tropicale.

In precedenza la tribù Vernonieae, e quindi la sottotribù di questa voce (Lepidaploinae), era descritta all'interno della sottofamiglia Cichorioideae. La costituzione di questo gruppo è relativamente recente (2009); in precedenza tutti i generi della sottotribù erano descritti all'interno della sottotribù Vernoniinae. Nell'ambito della tribù Lepidaploinae occupa, da un punto di vista filogenetico, una posizione abbastanza "centrale" insieme alle sottotribù Vernoniinae, Chrestinae e Elephantopinae. Attualmente la sottotribù Lepidaploinae, così come è circoscritta, non risulta monofiletica in quanto è collegata da un lato alla specie Cyrtocymura scorpioides (Lam.) H.Rob. della sottotribù Vernoniinae, e dall'altro alle specie Stilpnopappus speciosus Baker e Stilpnopappus tomentosus Mart. ex DC. alle sottotribù Chrestinae e Elephantopinae.
Il numero cromosomico delle specie di questa sottotribù è 2n = 24, 28, 32, 34 e da 48 a 68.

### Composizione della sottotribù
La sottotribù comprende 12 generi e 356 specie.
| Genere                                    | N. specie                                       | Distribuzione                                      | Caratteri principali e distintivi |
| ----------------------------------------- | ----------------------------------------------- | -------------------------------------------------- | --- |
| Aynia H. Rob., 1988                       | Una specie: A. pseudascaricida H. Rob.          | Perù                                               | Le foglie sono larghe 4–6 cm. - Le infiorescenze sono sottese da larghe e fogliose brattee. - I rafidi degli acheni sono di tipo subquadrato.                                                                   |
| Chrysolaena H. Rob., 1988                 | 19                                              | Brasile, Perù e Argentina                          | Le appendici delle antere sono ghiandolose. - I capolini sono sessili. |
| Echinocoryne H. Rob., 1987                | 6                                               | Brasile                                            | I capolini sono peduncolati. - Le brattee involucrali sono molto numerose e sono pungenti. - La base dello stilo è poco differenziata.                                                                          |
| Harleya S. F. Blake, 1932                 | Una specie: H. oxylepis (Benth.) S.F. Blake     | America centrale                                   | Il portamento è arbustivo. - La corolla è pentalobata. - Il pappo è assente. - Il polline è tricolporato con tre lacune polari.                                                                                 |
| Lepidaploa (Cass.) Cass., 1825            | 148                                             | Messico, America (tropicale) e Indie occidentali   | La pubescenza di queste piante è variabile per peli biancastri o giallastri. - I capolini sono sessili (ad eccezione di quelli alla fine dei rami cimosi).                                                      |
| Lessingianthus H. Rob., 1988              | 144                                             | Brasile, Argentina, Colombia e Venezuela           | Il polline hanno dei "colpi" (aperture allungate) che raggiungono i poli e tre distinte lacune equatoriali. - I capolini sono grandi (1 cm di lunghezza). - La base dello stilo è usualmente priva di nodi.     |
| Mattfeldanthus H. Rob. & R. M. King, 1979 | 2                                               | Brasile (orientale)                                | La corolla è leggermente zigomorfa con i lobi verso il centro del capolino più lunghi. - Le teche delle antere hanno la coda. - I nodi basali delle infiorescenze hanno 2 - 3 ramificazioni (nodi tricotomici). |
| Pseudopiptocarpha H. Rob., 1994           | 4                                               | Colombia                                           | Gli steli dei capolini hanno dei peli a forma di "T". - Il polline ha tre "colpi" (fessure) allineati con le lacune polari.                                                                                     |
| Stenocephalum Sch. Bip., 1863             | 8                                               | America Centrale e America Meridionale (tropicale) | La pubescenza è formata da peli semplici spesso aracnoidei. - Nel polline sono presenti delle singole lacune polari.                                                                                            |
| Stilpnopappus Mart. ex DC., 1836          | 21                                              | Brasile e Venezuela                                | Il pappo è formato da setole subulate. - La base delle antere è lungamente speronata. |
| Struchium (L.) Kuntze, 1756               | Una specie: S. sparganophorum (L.) Kuntze, 1891 | Pantropicale                                       | Il portamento di queste piante è annuale. - La corolla possiede 3 - 4 lobi. - Il pappo è cartilagineo. - Il polline è triporato con singole lacune polari.                                                      |
| Xiphochaeta Poepp. & Endl., 1843          | Una specie: X. aquatica Poepp.                  | Amazzonia e Orinoco                                | Il portamento di queste piante è acquatico. - Il pappo è formato da cinghie canalicolate. - Le antere sono prive di basi allungate ma consistono in brevi speroni.                                              |